# Diplazium oxylobum
Diplazium oxylobum là một loài thực vật có mạch trong họ Woodsiaceae. Loài này được (Sodiro) C. Chr. miêu tả khoa học đầu tiên.